# Eustenopsylla euryae
Eustenopsylla euryae är en insektsart som beskrevs av Yang 1984. Eustenopsylla euryae ingår i släktet Eustenopsylla och familjen spetsbladloppor. Inga underarter finns listade i Catalogue of Life.